# Ribchester
Ribchester é uma vila e paróquia civil no distrito de Ribble Valley, condado não metropolitano de Lancashire, Inglaterra. Situa-se nas margens do rio Ribble, 6 milhas (10 km) a noroeste de Blackburn e 12 milhas (19 km) a leste de Preston. De acordo com o Censo de 2011, sua população era de 1598 habitantes.
A vila tem uma longa história, com evidências do início da Idade do Bronze. É bem conhecida como um sítio romano significativo, sendo o local de um forte de cavalaria romano chamado Bremetennacum, algumas partes do qual foram expostas por escavações. Assim como ocorreu em muitas cidades e vilas em East Lancashire, sua história posterior foi dominada pela tecelagem de algodão, primeiro na forma de tecelagem em tear manual, e depois em dois moinhos, ambos já extintos. Hoje, Ribchester é basicamente uma vila-dormitório para trabalhadores das cidades de Blackburn, Preston e Manchester.
A principal via de acesso a Ribchester é a estrada B6245. Do noroeste, esta é a Preston Road, que se funde com a Church Street. Do leste, é Blackburn Road, que, em sua extremidade oeste, também se conecta com a Church Street, embora mais perto do centro da vila. Stonygate Lane, que segue para o norte, segue parcialmente a rota da antiga estrada romana para Ribchester.

## História

### História Romana
A vila foi, originalmente, estabelecida como um forte auxiliar romano chamado Bremetennacum ou Bremetennacum Veteranorum. O primeiro forte foi construído em madeira em 72/73 d.C. pela 20ª legião. O forte foi renovado no final do século I e reconstruído em pedra no início do século II, sendo que, durante sua existência, uma vila cresceu ao redor. A construção romana permaneceu em Ribchester até o século IV, e seus restos ainda podem ser vistos ao redor da vila atual.

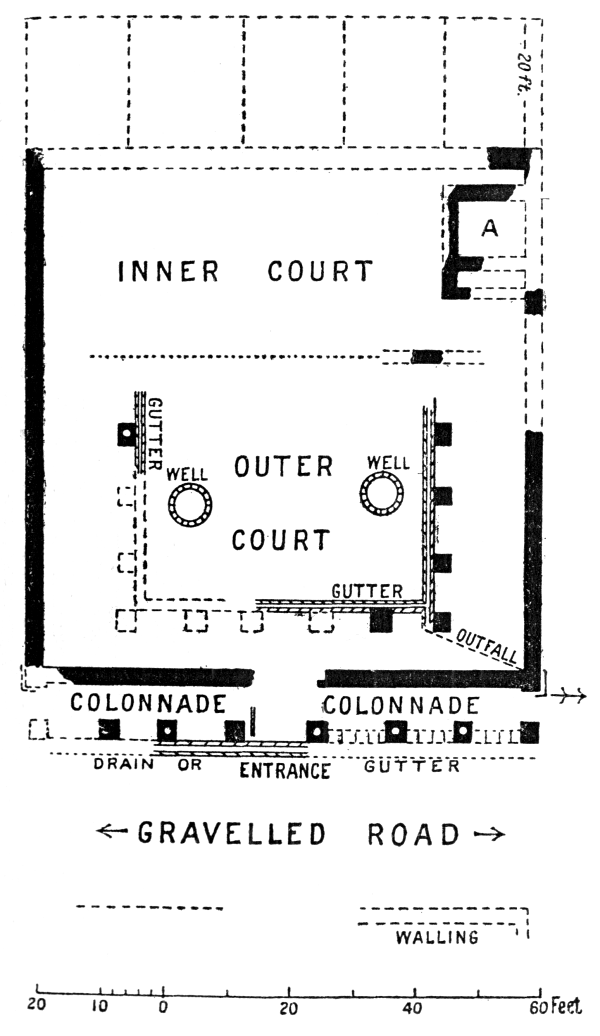
Planta do praetorium no Forte de Ribchester

Um relatório sobre os vestígios romanos em Ribchester foi publicado pelo historiador e arqueólogo inglês Francis J. Haverfield em Roman Britain in 1914: 
```
   "Na 
primavera
 de 
1913
, um pequeno 
prédio
 
escolar
 foi 
demolido
 em Ribchester, e a 
Manchester Classical Association
 foi capaz de retomar seu exame do 
Principia (
praetorium
)
 do 
forte romano
, acima de uma parte da qual esse edifício havia se erguido. O trabalho foi realizado pelo Prof. 
W. B. Anderson
, da 
Universidade de Manchester
, e pelo Sr. D. Atkinson, 
pesquisador
 
bolsista
 do 
Reading College
, e, embora limitado em extensão, teve muito sucesso. 
   "A primeira descoberta do 
Principia
 deve-se à Srta. Greenall que, por volta de 
1905
, estava construindo uma casa próxima ao colégio e cuidou para que certos vestígios encontrados por seus construtores fossem devidamente anotados: 
escavações
 em 
1906
-
07
, porém, deixaram o tamanho e a extensão destes permanecer um tanto incerta, e resultou no que agora sabemos ser um plano incorreto. O trabalho realizado na última primavera (
1913
) deixa claro 
(veja a ilustração)
 que o Principia ficava de frente - de maneira normal - a 
rua
 principal do forte (
cascalho
 assentado sobre 
paralelepípedos
), correndo do 
norte
 ao portão 
sul
. Mas, anormalmente, a 
fachada
 era formada por uma 
varanda
 ou 
colunata
: o único paralelo que posso citar é de 
Caersws
, onde as escavações, em 
1909
, revelaram uma varanda semelhante em frente ao Principia. Ao lado da varanda ficava o usual 
Pátio
 Externo com uma colunata ao redor e dois 
poços
 (um é a provisão usual): a colunata parecia ter sido reconstruída duas vezes. Além disso, há vestígios mais tênues do 
átrio
 interno que, no entanto, fica principalmente sob um 
cemitério
: a única característica bastante clara é uma 
sala
 (
A
 na 
planta
) que parece ter ficado do lado direito do átrio interno, como em 
Cilurnum
 e 
Ambleside
. Atrás disso, provavelmente, ficavam as cinco salas de 
escritório
 habituais. Se transportarmos os Principia cerca de vinte 
pés
 mais para trás, o que seria uma concessão total para esses quartos com suas paredes, o final de toda a estrutura se alinhará com as extremidades dos 
celeiros
 encontrados há alguns anos. Isso, ou algo muito parecido, é o que devemos naturalmente esperar. Obtemos, então, uma estrutura medindo 81 x 112 pés (34 m), a última dimensão incluindo uma varanda com 8 pés (2,4 m) de 
largura
. Novamente, este parece um resultado razoável. Ribchester era um grande forte, com cerca de 6 
acres
 (24.000 m
2
), guarnecido pela 
cavalaria
; em um forte semelhante em Cilurnum, na 
Muralha de Adriano
, o Principia media 85 × 125 pés (38 m): no 'Acampamento Norte' em 
Camelon
, outro forte do mesmo tamanho (quase 6 acres), eles mediam 92 × 120 pés (37 m)." 
```

O artefato mais famoso descoberto em Ribchester, e datando do período romano, é um elaborado capacete de cavalaria. Batizada como Capacete de Ribchester (em inglês, "Ribchester Helmet"), a peça foi encontrada no verão de 1796 pelo filho de Joseph Walton, um fabricante de tamancos. O menino encontrou os itens enterrados em uma cavidade, cerca de 3 metros abaixo da superfície, em algum terreno baldio ao lado de uma estrada que leva à Igreja de Ribchester e perto do leito de um rio. Trata-se de um capacete cerimonial romano feito em bronze e datado entre o final do século I e o início do século II d.C., e que agora está em exibição no Museu Britânico. 
Além do capacete, o tesouro incluía uma série de pateras, pedaços de um vaso, um busto de Minerva, fragmentos de duas bacias, várias placas e alguns outros itens que acredita-se terem fins religiosos. Os estudiosos creem que as descobertas tenham sobrevivido muito bem porque estavam cobertas de areia.

### Pós-romanos
Pouco se sabe sobre a Ribchester pós-romano, embora a presença da Igreja de São Vilfredo (St. Wilfrid's Church) indique que ela reteve algum significado. Quando o antiquário de Henrique VIII visitou Ribchester na década de 1540, ele a descreveu assim: 
"Ribchestre ... foi uma cidade antiga. Grandes pedras quadradas... podem ser encontradas lá".
Quando, pouco tempo depois, William Camden, autor de Britannia (1586), visitou a aldeia, registrou:
"Está escrito em uma parede de Roma; Ribchester era tão rica quanto qualquer cidade da cristandade"
O fato da construção da Igreja de São Vilfredo ter se dado quase sobre o praetorium ou a área da sede do acampamento romano indica que o local do forte permaneceu o foco da vila. O website da igreja fornece uma história detalhada, também, da Igreja de São Salvador (St. Saviour's Church), que fica no assentamento de Stydd e é, talvez, remanescente de um estabelecimento dos Cavaleiros Templários ou dos Cavaleiros Hospitalários.
Nos séculos XVII e XVIII, a vila tornou-se, como muitas em East Lancashire, um centro de tecelagem de algodão. Inicialmente nas casas dos tecelões e, posteriormente, em duas fábricas ("Bee Mill" e "Corporation Mill") construídas em Preston Road, no extremo norte de Ribchester.
Em 1838, William Howitt publicou seu livro Rural Life of England, no qual ele descreveu as condições nos distritos de tecelagem de East Lancashire. 
"Em todos os lugares se estendem colinas nuas e selvagens, em muitos lugares totalmente não reclamados, em outros fechados, mas exibindo todos os sinais de uma agricultura sem espírito negligenciada ... Sobre essas colinas nuas e desoladas estão espalhadas até o topo, em todas as direções, habitações de uma grande população de tecelões ... Em Ribchester, nossa carruagem foi perseguida por enxame de [esses] rapazes calçados de madeira como enxames de moscas, e foram espancados por um momento para se aproximarem de você novamente, e suas irmãs mostraram igualmente a extravagância da grosseria com que cresceram, correndo para fora das casas enquanto passávamos e cutucando esfregões e escovas nas cabeças dos cavalos. Ninguém tentou contê-los ou repreendê-los; ainda assim, ninguém da população adulta ofereceu a você o menor insulto; e se você perguntasse o caminho, dava-lhe as instruções mais prontas, e se você entrasse em suas casas, tratava-o com perfeita civilidade e mostrava um carinho por esses pirralhos que era honrado para seus corações e queria apenas dirigir por uma inteligência melhor. A grosseria desses pobres não é de má disposição, mas de pobreza premente e de abandono contínuo ”.
A tecelagem de algodão e outros têxteis continuou em Ribchester até a década de 1980, quando o último negócio de tecelagem foi fechado em Bee Mill.
A paróquia fez parte do Distrito Rural de Preston de 1894 a 1974, quando passou a fazer parte de Ribble Valley.

## Geografia
Ribchester está situada no sopé de Longridge Fell e nas margens do rio Ribble. A geografia sólida é de depósitos grossos de argila do Ribble sobre o xisto de Sabden. A zona envolvente da aldeia apresenta indícios de deslocação do rio com óbvios socalcos provocados pelos meandros. O Ribble está sujeito a enchentes extremas e isso, geralmente, leva a inundações em Ribchester durante os meses de inverno.

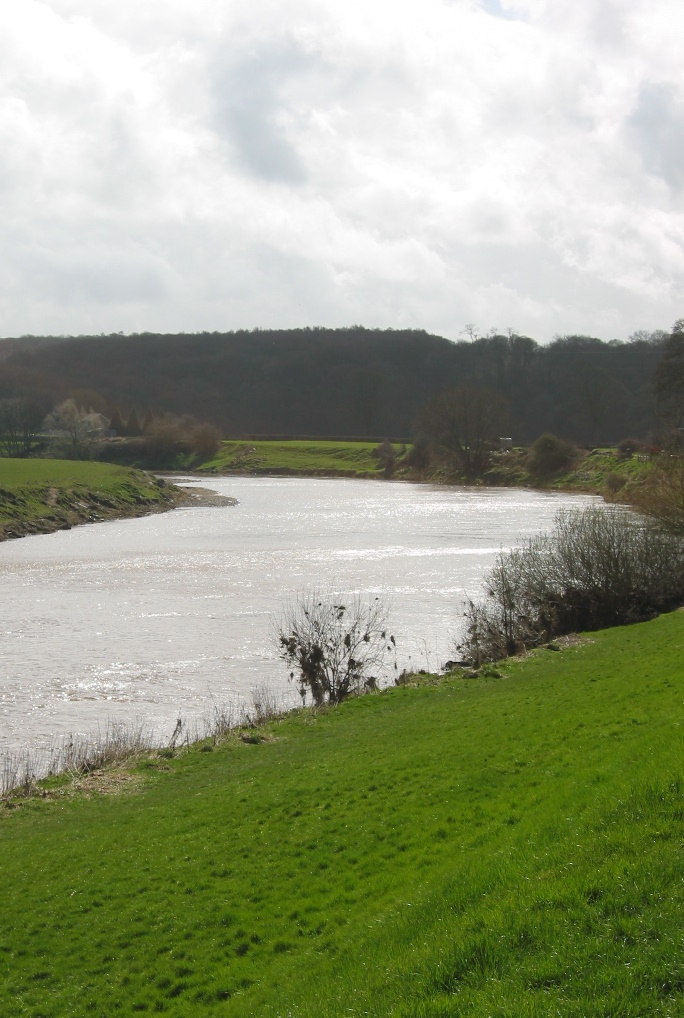
Trecho do rio Ribble em Ribchester.
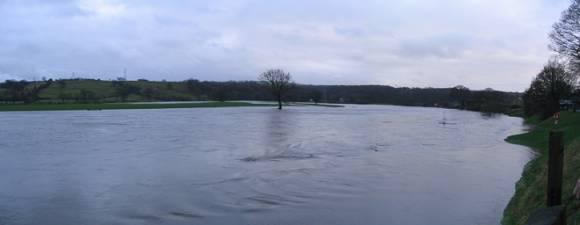
Rio Ribble em plena cheia.

## Demografia
O censo de 2001 para o ward de Ribchester fornece as seguintes estatísticas de emprego:
| Emprego                         | Porcentagem |
| ------------------------------- | ----------- |
| Tempo integral                  | 39.2        |
| Meio período                    | 12.6        |
| Trabalhadores por conta própria | 15.0        |
| Desempregados                   | 2.0         |
| Estudantes                      | 6.0         |
| Aposentados                     | 16.6        |
| Do lar                          | 4.7         |
| Invalidez permanente            | 2.7         |
| Outros                          | 1.3         |

Com relação à população, o Censo de 2011 apontou que Ribchester possuía 1598 habitantes.

## Economia
Os três moinhos que eram o sustentáculo da aldeia no início do século XX já foram desativados. O Bobbin Mill foi demolido na década de 1980, assim como o Corporation Mill. O local de funcionamento do outro, Bee Mill, agora abriga uma série de pequenas empresas.
Há três pubs na cidade (White Bull, The Black Bull e o Ribchester Arms), bem como um clube esportivo e social que era o clube dos homens trabalhadores associados com as usinas. Existe uma pequena loja SPAR, que ocupa o espaço outrora ocupado pela Co-op Food, e uma casa de chá.

## Marcos

### Igreja de São Vilfredo

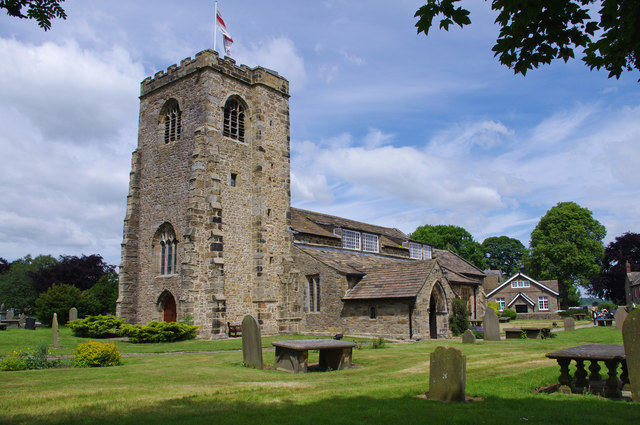
Igreja de São Vilfredo, em Ribchester.

A Igreja de São Vilfredo (em inglês, St Wilfrid's Church) localiza-se às margens do rio Ribble, no mesmo local do centro do antigo forte romano. Acredita-se que tenha sido fundada pelo próprio São Vilfredo no século VIII. O primeiro registro escrito de uma igreja no local data de 1193.

### Igreja de São Pedro e Paulo e asilo de pobres de Stydd

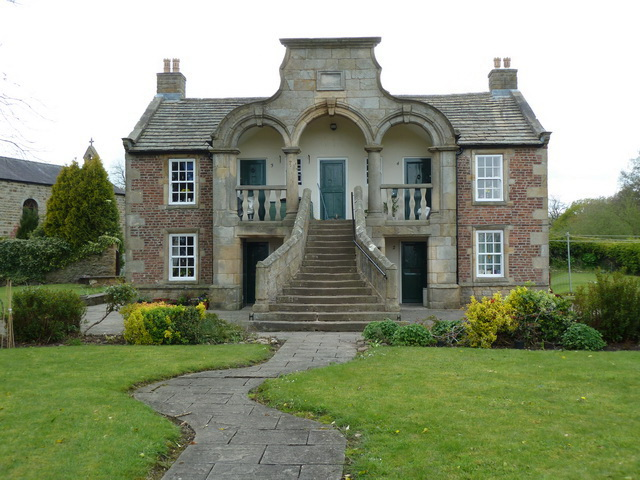
Asilo de pobres de Stydd, construído em 1728

Embora localizada no assentamento vizinho de Stydd, a Igreja de São Pedro e Paulo (St. Peter and Paul's Church), também conhecida como Styyd Church, é uma das primeiras igrejas de celeiro. Nas proximidades existem casas de esmolas e a Igreja de São Salvador (St. Saviour Church). Ao longo dos séculos, esta pequena capela foi alterada várias vezes. A parte mais antiga da estrutura fica na parede norte. É um exemplo de trabalho normando de transição, o que indica que uma igreja existia aqui durante a primeira parte do século XII. Em meados do século XIII, a capela era uma câmara do Preceptório da Ordem de Newland, perto de Wakefield. A igreja de Stydd foi transferida para a paróquia de Ribchester em 1545. Foi restaurada pela última vez, com a ajuda do English Heritage, em 2005.
Em seu testamento datado de 1726, John Sherborne deixou instruções para fundar "boas casas de caridade em sua propriedade em Stydd, para que cinco pessoas vivessem separadamente".

### White Bull public house

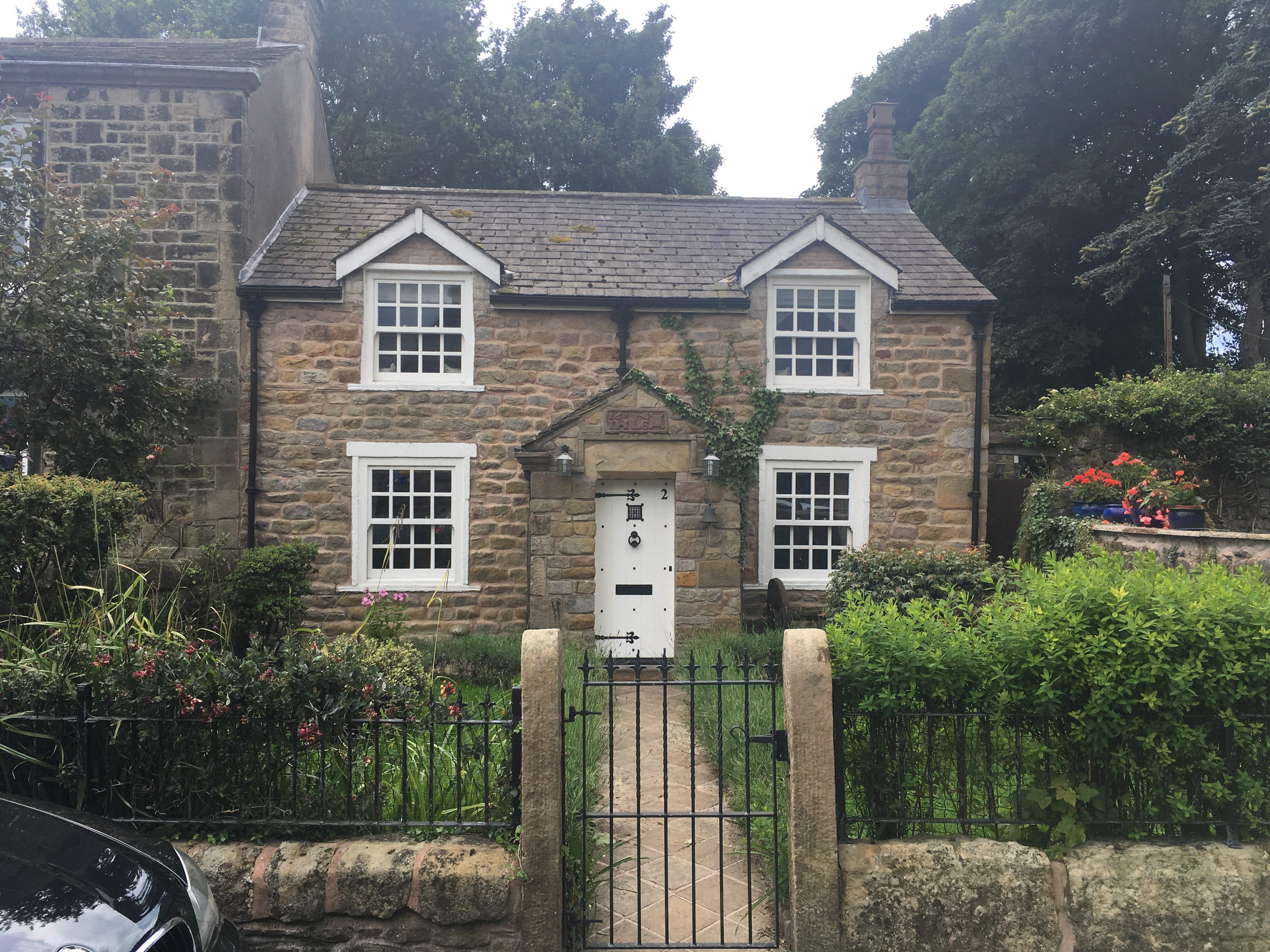
Esta casa, no número 2 da Church Street, foi destaque em uma escavação do programa de TV Time Team, em 1993

A pousada, que remonta a 1707, é um edifício listado como Grau II pelo Patrimônio Histórico Inglês, e apresenta algumas características externas exclusivas. Situa-se na Church Street, no centro da aldeia, e é bem conhecido pelo seu pórtico, que se diz ser sustentado por duas colunas retiradas do forte romano. Acima do pórtico está uma representação rústica, em madeira, de um touro branco. 
Foi colocada à venda, em janeiro de 2017, por um preço de venda superior a £385000. Foi comprado por uma família que o possuiu anteriormente, e reformado.
O pub foi patrocinado pelos membros do programa de TV Time Team, do Channel 4, durante sua visita de três dias ao vilarejo em setembro de 1993. O curador honorário do museu romano do vilarejo, Jim Ridge que dá nome a uma das galerias do local, era professor de história em Broughton e, em seguida, na Fulwood High Schools. O jardim dos fundos de sua casa, no número 2 da Church Street, em frente à escola primária, foi escavado durante o programa.

### The Hillock
Este é o centro antigo da vila situado na junção "Y", onde as estradas romanas secundárias levam à Water Street e à Stonygate Lane, para unir-se à rota principal entre Chester e a Muralha de Adriano. Tem sido usado para lazer e relaxamento desde cerca do primeiro século. Embora o Hillock dê a impressão de ser uma cruz de mercado, não há evidências de que essa função faça parte de sua história.

### Chalés dos tecelões

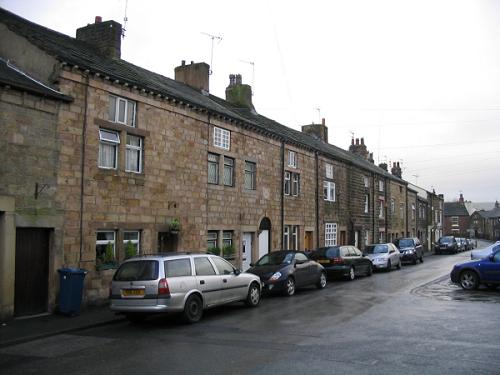
Chalés dos tecelões, na Church Street

Em frente ao Hillock está uma fileira de chalés, notáveis por sua configuração incomum de janelas. Construídos para os tecelões de teares manuais, eles possuem três níveis com uma única janela na parte superior. Embora seja comumente acreditado que a janela no nível superior seria para iluminar os teares, isso pode não ser o caso, pois a tecelagem, provavelmente, seria realizada na parte mais baixa da casa devido ao tamanho dos teares e à necessidade de condições úmidas para manter o algodão flexível.

### Edifícios romanos escavados
Ao lado do adro da Igreja de São Vilfredo estão os restos escavados dos celeiros que pertenceram ao forte romano. A uma curta distância a leste da vila e atrás do pub White Bull, estão os restos dos banhos romanos.

### Museu Romano

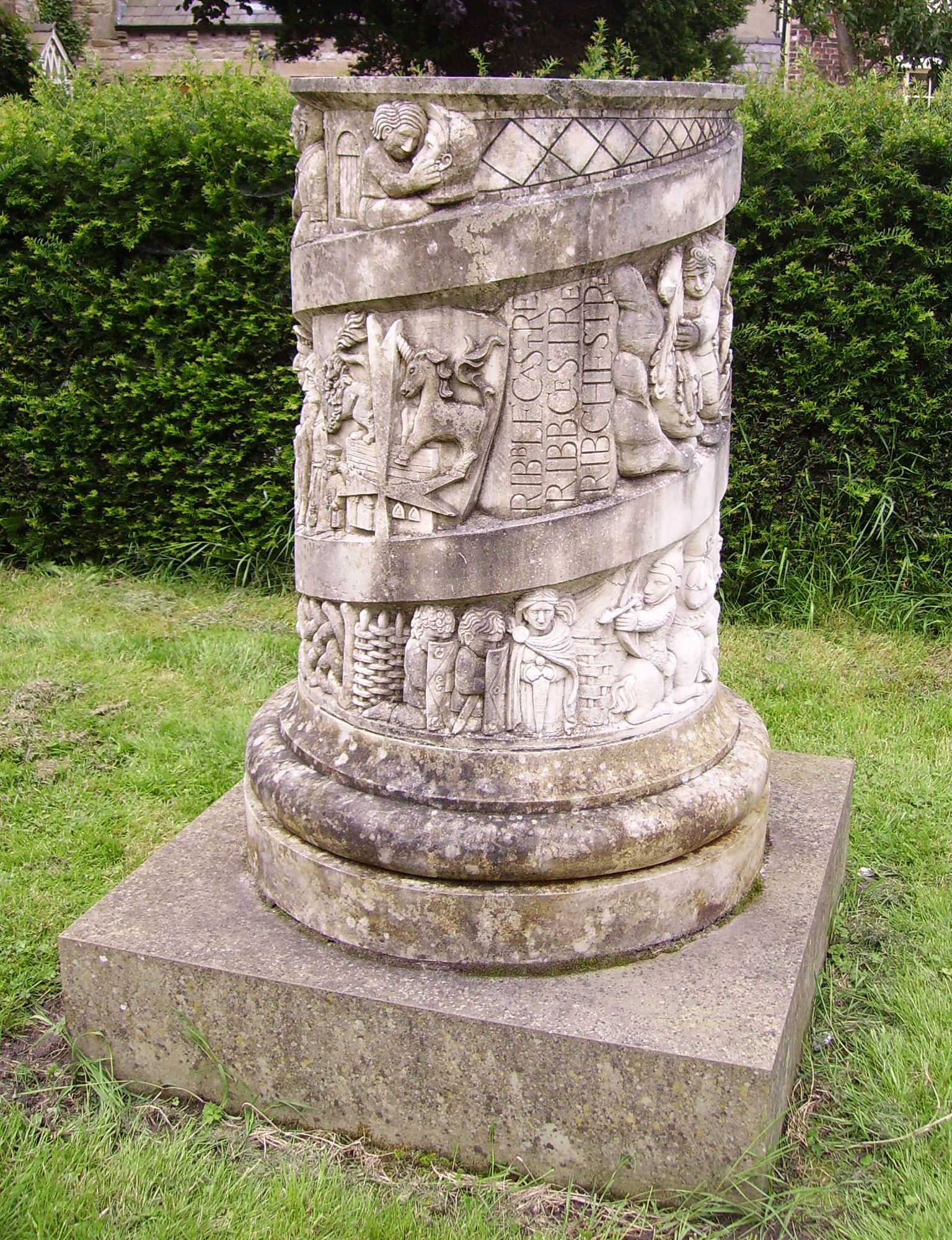
Escultura inspirada na coluna de Trajano, retratando cenas da história de Ribchester

Próximo à Igreja de São Vilfredo está o Ribchester Roman Museum, ideia de Margaret Greenall, um membro da família cervejeira Greenall , no início do século XX. O museu abriga muitos dos achados do forte romano.
O item mais famoso, o Capacete de Ribchester, está em exibição em réplica, uma vez que o original faz parte da coleção do Museu Britânico, em Londres.

### Stone House
Situada na Blackburn Road, a Stone House foi ocupada pelo proprietário do moinho Bobbin Mill, do século XIX, que ficava do outro lado da estrada. O local, originalmente, serviu para a moagem de milho, com a água para energia desviada de um riacho próximo, mas se diversificou em torneamento de bobinas até 1890, quando foi fechado. O prédio em frente à Stone House era, originalmente, um estábulo para o New Hotel.

## Galeria

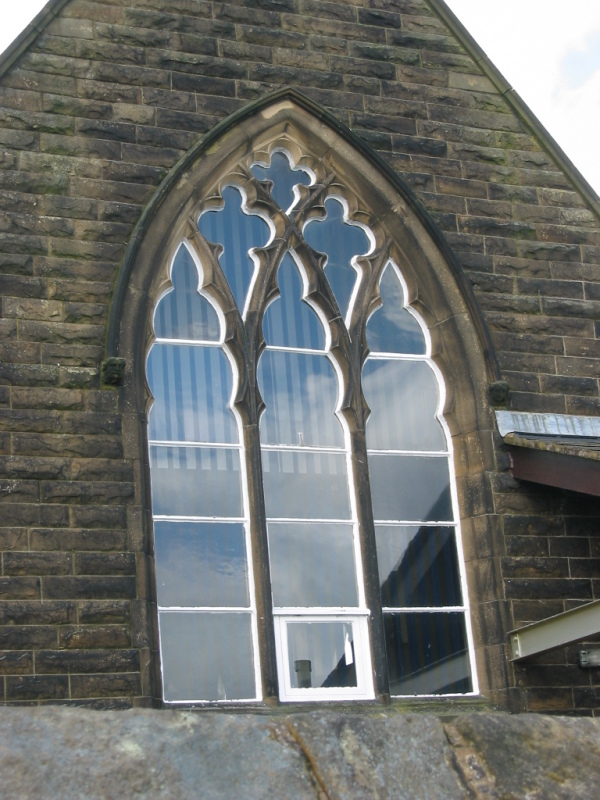
Janela da Ribchester Primary School.
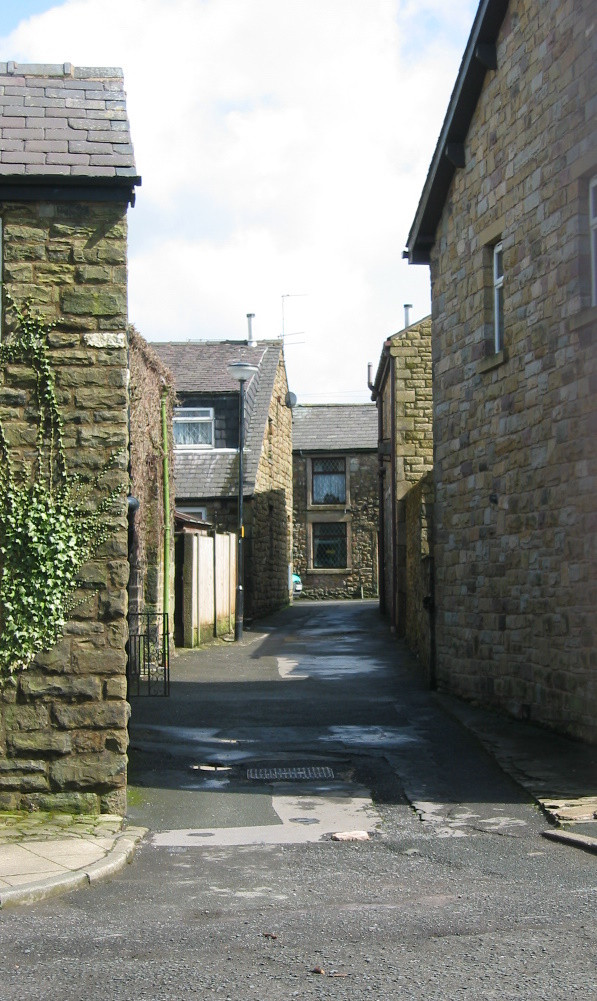
Vista de beco que conecta a Church Street (primeiro plano) e a Water Street.
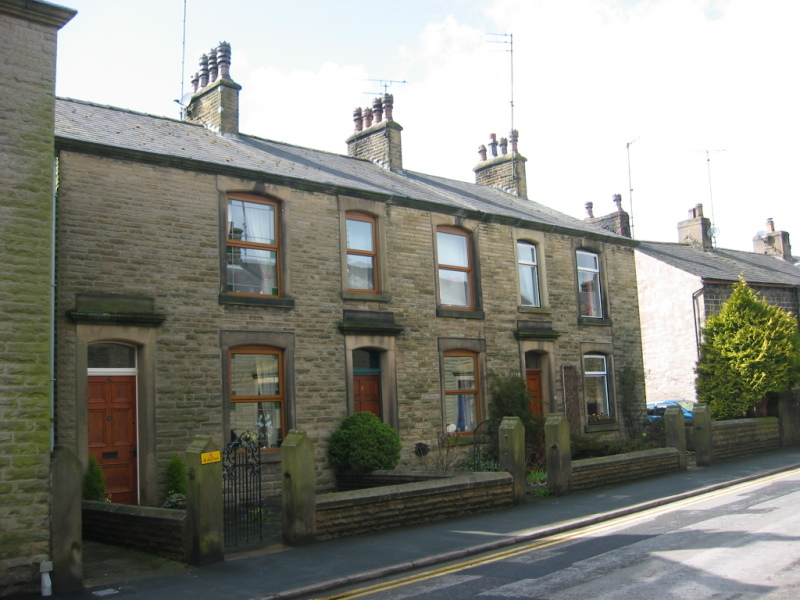
Casas no lado oeste da Church Street.
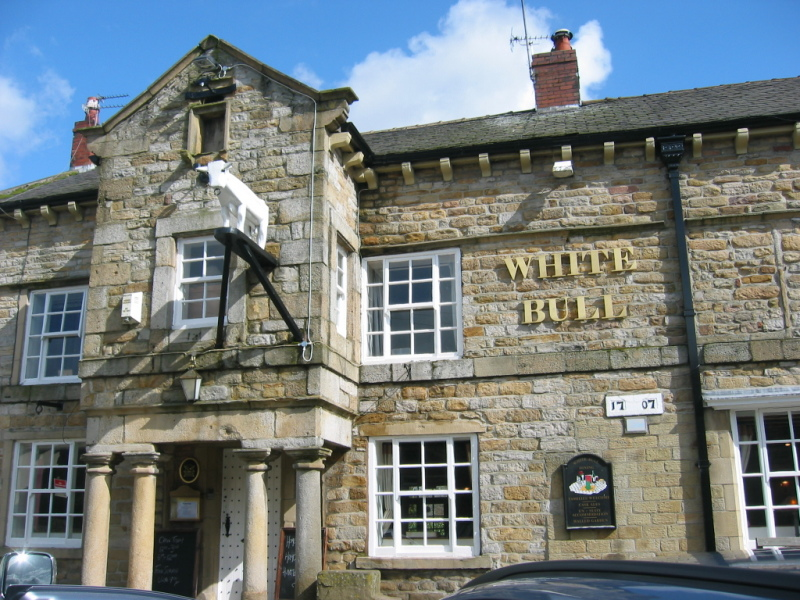
White Bull, um dos três pubs existentes na vila.
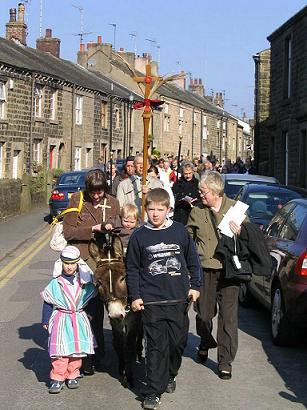
Desfile do Domingo de Ramos saindo do pub White Bull para a Igreja de São Vilfredo.
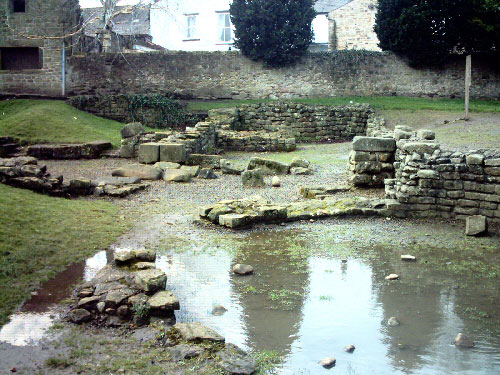
Edifícios de banho romano do Forte de Ribchester

- Commons